# Joses Nawo
Joses MacPaulson Nawo (ur. 3 maja 1988 w Honiarze) – piłkarz z Wysp Salomona grający na pozycji pomocnika.

## Kariera klubowa
Karierę piłkarską Nawo rozpoczął w klubie Koloale FC. W jego barwach zadebiutował w pierwszej lidze Wysp Salomona w 2008. W 2008, 2010 i 2011 zdobył mistrzostwo Wysp Salomona, a w 2009 dotarł do finału Ligi Mistrzów OFC. W 2012 roku Nawo przeszedł do zespołu z Vanuatu - Amicale FC.

## Kariera reprezentacyjna
W reprezentacji Wysp Salomona Nawo zadebiutował w 2011 roku. W 2012 roku wystąpił w Pucharze Narodów Oceanii 2012, który był jednocześnie częścią eliminacji Mistrzostw Świata 2014. Został powołany na Puchar Narodów Oceanii 2024.